# Marina van der Es-Siewers
Marina Femke (Rien) van der Es-Siewers (Van Ewijcksluis, 4 maart 1913 – Hippolytushoef, 11 maart 2024) werd (in persberichten) na het overlijden van de 110-jarige Ebeltje Boekema-Hut op 11 juni 2022 tot de oudste inwoner van Nederland uitgeroepen. Enkele maanden later bleek echter dat de Rotterdamse Helena Barbara Maria Mackenbach enkele maanden ouder was: zij werd geboren op 29 december 1912. Uit CBS-cijfers zou bovendien blijken dat er waarschijnlijk in Zuid-Holland een mevrouw woont die in juli 1912 in Marokko geboren werd, en per 1 februari 2023 nog in leven was.
Op 4 maart 2023 is Van der Es-Siewers 110 jaar oud geworden. Exact een jaar en een week later, op 11 maart 2024, overleed ze op 111-jarige leeftijd. Op het moment van haar overlijden was zij de oudste persoon van Nederland.

## Persoonlijk leven
Van der Es-Siewers was enig kind. Haar vader was binnenvisser.
Ze trouwde in 1945 met Henk van der Es. Samen kregen ze een zoon, die op zijn beurt een zoon kreeg, haar enige kleinzoon. Ze verhuisde in 1974 naar Hippolytushoef.